# Doroțcaia
Doroțcaia est une commune moldave du rayon de Dubăsari, située sur la rive orientale du Dniestr. La commune est composée d'un seul village, Doroțcaia. Le village a été le théâtre de violents affrontements lors de la Guerre de Transnistrie (1992). La commune est aujourd'hui sous le contrôle des autorités moldaves, mais une partie des terres du village est isolée du reste de la commune par une frange de territoire sous contrôle des autorités séparatistes de Transnistrie.

## Population
Selon le recensement moldave de 2004, la population de Doroţcaia est de 3 206 habitants. 3 157 se sont déclarés Moldaves, 18 Ukrainiens, 18 Russes, trois Roumains, trois Gagaouzes et sept personnes d'une autre ethnie.

## Frontières
Une route stratégique reliant Tiraspol, la capitale de la Transnistrie, et Rîbniţa passe à l'est de Doroţcaia, et les autorités séparatistes transnistriennes contrôlent cette route. Plus de 90 % des terres agricoles de Doroţcaia se situent de l'autre côté de la route. Les agriculteurs de Doroţcaia sont donc tenus de traverser la «frontière» pour travailler la terre, mais les douaniers transnistriens refusent ponctuellement d'accorder le passage.

## Enseignement
L'école en langue roumaine de la ville de Grigoriopol, qui a été fermée par les autorités transnistriennes, est située dans le village de Doroţcaia.

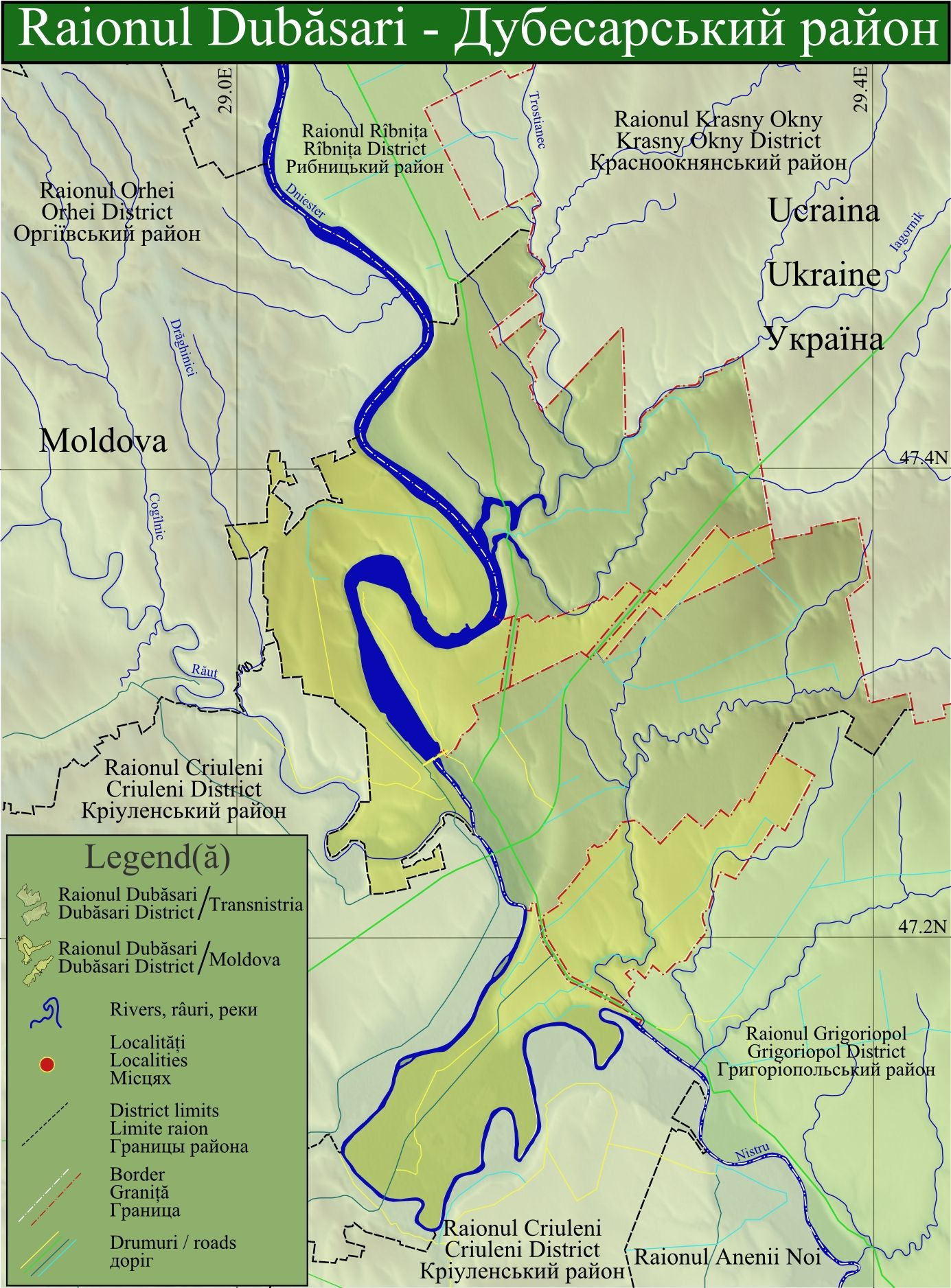
Carte du Raion de Dubăsari.